# Holidays in Eden
Holidays in Eden – szósty studyjny album zespołu Marillion. Płyta została wydana ponownie w 1997 roku w zremasterowanej wersji dwupłytowej. W oryginalnym brytyjskim wydaniu płyty na liście utworów znalazły się też A Collection oraz How Can It Hurt?. Utwór Dry Land został wcześniej nagrany przez były zespół Steve'a Hogartha, How We Live.

## Skład zespołu
- Steve Hogarth – śpiew
- Steve Rothery – gitara
- Pete Trewavas – gitara basowa
- Mark Kelly – keyboard
- Ian Mosley – perkusja

## Lista utworów
CD1:
1. Splintering Heart – (06:54)
2. Cover My Eyes (Pain And Heaven) – (03:54)
3. The Party – (05:36)
4. No One Can – (04:41)
5. Holidays In Eden – (05:38)
6. Dry Land – (04:43)
7. Waiting To Happen – (05:01)
8. Rake's Progress trilogy:
  1. This Town – (03:18)
  2. The Rakes Progress – (01:54)
  3. 100 Nights – (06:41)

CD2:
1. Sympathy – (03:30)
2. How Can It Hurt – (04:11)
3. A Collection – (03:00)
4. Cover My Eyes (Acoustic) – (02:34)
5. Sympathy (Acoustic) – (02:30)
6. I Will Walk On Water – (05:14)
7. Splintering Heart (Live) – (06:42)
8. You Don't Need Anyone (Demo) – (04:04)
9. No One Can (Demo) – (04:51)
10. The Party (Demo) – (05:45)
11. This Town (Demo) – (04:16)
12. Waiting To Happen (Demo) – (05:31)
13. Eric – (02:32)
14. The Epic (Fairground) (Demo) – (08:31)

## Single
- "Cover My Eyes"
- "Dry Land"
- "No One Can"